# Frankenburg am Hausruck
Frankenburg am Hausruck est une commune autrichienne du district de Vöcklabruck en Haute-Autriche.